# Eliminatoria al Campeonato sub-19 de la AFC 2020
La Eliminatoria al Campeonato sub-19 de la AFC 2020 fue la fase de clasificación que disputan las selecciones juveniles de Asia para clasificar a la fase final de la eliminatoria mundialista a celebrarse en Uzbekistán, la cual otorga 4 plazas para la Copa Mundial de Fútbol Sub-20 de 2021.
Participan 46 selecciones juveniles, las cuales están divididas en 11 grupos eliminatorios, donde el vencedor de cada grupo más los mejores 5 segundos lugares clasifican a la fase final junto al anfitrión Uzbekistán.

## Fase de grupos
Los partidos se juegan del 2 de octubre al 30 de noviembre.

### Grupo A
Sede: Omán
| País      | J | G | E | P | GF | GC | GD | Pts |
| --------- | - | - | - | - | -- | -- | -- | --- |
| Irak      | 4 | 2 | 2 | 0 | 10 | 5  | 5  | 8   |
| Kuwait    | 4 | 2 | 2 | 0 | 9  | 5  | 4  | 8   |
| Palestina | 4 | 2 | 1 | 1 | 10 | 7  | 3  | 7   |
| Omán      | 4 | 1 | 1 | 2 | 4  | 7  | -3 | 4   |
| Pakistán  | 4 | 0 | 0 | 4 | 2  | 11 | -9 | 0   |

| 22 de noviembre de 2019, 16:00 | Pakistán     | 1:2 (1:1) | Kuwait                    | Estadio Al-Seeb, Seeb,       |                              |
|                                | - Waheed 27' | Reporte   | - Al-Bous 28' - Karam 57' | Asistencia: 100 espectadores | Asistencia: 100 espectadores |

| 22 de noviembre de 2019, 19:00 | Palestina      | 1:0 (1:0) | Omán | Estadio Al-Seeb, Seeb,       |                              |
|                                | - Baniowda 19' | Reporte   |      | Asistencia: 452 espectadores | Asistencia: 452 espectadores |

| 24 de noviembre de 2019, 16:00 | Kuwait        | 1:1 (0:1) | Irak        | Estadio Al-Seeb, Seeb,       |                              |
|                                | - Al-Ajmi 72' | Reporte   | - Zeyad 29' | Asistencia: 223 espectadores | Asistencia: 223 espectadores |

| 24 de noviembre de 2019, 19:00 | Pakistán     | 1:5 (1:2) | Palestina                                      | Estadio Al-Seeb, Seeb,       |                              |
|                                | - Waheed 30' | Reporte   | - Dahamshi 13', 26', 65' - Al-Nabrisi 46', 73' | Asistencia: 100 espectadores | Asistencia: 100 espectadores |

| 26 de noviembre de 2019, 16:00 | Irak                            | 3:0 (3:0) | Pakistán | Estadio Al-Seeb, Seeb,       |                              |
|                                | - Abdullah 8' - Shawqi 24', 36' | Reporte   |          | Asistencia: 200 espectadores | Asistencia: 200 espectadores |

| 26 de noviembre de 2019, 19:00 | Omán | 0:3 (0:0) | Kuwait                              | Estadio Al-Seeb, Seeb,       |                              |
|                                |      | Reporte   | - E. Marzouq 48', 55' - Al-Ajmi 84' | Asistencia: 198 espectadores | Asistencia: 198 espectadores |

| 28 de noviembre de 2019, 16:00 | Palestina               | 1:3 (1:1) | Irak                                              | Estadio Al-Seeb, Seeb,       |                              |
|                                | - Al-Suwayid 34' (a.g.) | Reporte   | - Barhoush 24' (o.g.) - Shawqi 67' - Abdullah 73' | Asistencia: 260 espectadores | Asistencia: 260 espectadores |

| 28 de noviembre de 2019, 19:00 | Omán              | 1:0 (1:0) | Pakistán | Estadio Al-Seeb, Seeb,       |                              |
|                                | - Al-Maashari 10' | Reporte   |          | Asistencia: 150 espectadores | Asistencia: 150 espectadores |

| 30 de noviembre de 2019, 16:00 | Kuwait                                      | 3:3 (1:2) | Palestina                            | Estadio Al-Seeb, Seeb,       |                              |
|                                | - Al-Saab 44' - Al-Mutairi 65' - Mahran 86' | Reporte   | - Dahamshi 24' - Al-Nabrisi 33', 66' | Asistencia: 100 espectadores | Asistencia: 100 espectadores |

| 30 de noviembre de 2019, 19:00 | Irak                                                 | 3:3 (1:3) | Omán                                  | Estadio Al-Seeb, Seeb,       |                              |
|                                | - M. Mohammed 34' - Abdullah 50' - A. Mohammed 90+4' | Reporte   | - Al-Salti 22' - Al-Hadabi 27', 45+2' | Asistencia: 380 espectadores | Asistencia: 380 espectadores |

### Grupo B
Sede: Catar
| País         | J | G | E | P | GF | GC | GD | Pts |
| ------------ | - | - | - | - | -- | -- | -- | --- |
| Catar        | 3 | 2 | 1 | 0 | 10 | 3  | 7  | 7   |
| Yemen        | 3 | 2 | 1 | 0 | 6  | 2  | 4  | 7   |
| Turkmenistán | 3 | 1 | 0 | 2 | 6  | 8  | -2 | 3   |
| Sri Lanka    | 3 | 0 | 0 | 3 | 3  | 12 | -9 | 0   |

| 6 de noviembre de 2019, 17:10 | Yemen                               | 2:1 (2:0) | Turkmenistán | Suheim bin Hamad Stadium, Doha, Catar                    |                                                          |
|                               | - Al Thulaia 13' (pen.) - Maher 36' | Reporte   | - 48' Sekov  | Asistencia: 300 espectadores Árbitro(s): Tejas Nagvenkar | Asistencia: 300 espectadores Árbitro(s): Tejas Nagvenkar |

| 6 de noviembre de 2019, 19:20 | Catar                                                            | 5:1 (3:1) | Sri Lanka       | Estadio Abdullah bin Khalifa, Doha, Catar                  |                                                            |
|                               | - Tombari 5', 44' - Kadri 19' - Deshan 59' (a.g.) - Al Zarra 62' | Reporte   | - 45+1' Shabeer | Asistencia: 500 espectadores Árbitro(s): Hussein Abo Yehia | Asistencia: 500 espectadores Árbitro(s): Hussein Abo Yehia |

| 8 de noviembre de 2019 17:10 | Sri Lanka | 0:3 (0:3) | Yemen                                        | Suheim bin Hamad Stadium, Doha, Catar                 |                                                       |
|                              |           | Reporte   | - 12' Al-Godaimah - 18' Al-Harbi - 36' Sadeq | Asistencia: 812 espectadores Árbitro(s): Yusuke Araki | Asistencia: 812 espectadores Árbitro(s): Yusuke Araki |

| 8 de noviembre de 2019 19:20 | Turkmenistán        | 1:4 (0:0) | Catar                                     | Estadio Abdullah bin Khalifa, Doha, Catar            |                                                      |
|                              | - Myratberdiýew 58' | Reporte   | - 51', 63' Abdulraheem - 68', 81' Tombari | Asistencia: 594 espectadores Árbitro(s): Kim Hee-gon | Asistencia: 594 espectadores Árbitro(s): Kim Hee-gon |

| 10 de noviembre de 2019 17:10 | Turkmenistán                                                   | 4:2 (0:1) | Sri Lanka        | Suheim bin Hamad Stadium, Doha, Catar                   |                                                         |
|                               | - Çopanow 63' - Borjakow 67' - Hydyrow 78' - Myratberdiýew 89' | Reporte   | - 43', 80' Sajid | Asistencia: 60 espectadores Árbitro(s): Tejas Nagvenkar | Asistencia: 60 espectadores Árbitro(s): Tejas Nagvenkar |

| 10 de noviembre de 2019 19:20 | Catar             | 1:1 (1:0) | Yemen       | Estadio Abdullah bin Khalifa, Doha, Catar             |                                                       |
|                               | - Abdulraheem 42' | Reporte   | - 53' Maher | Asistencia: 811 espectadores Árbitro(s): Yusuke Araki | Asistencia: 811 espectadores Árbitro(s): Yusuke Araki |

### Grupo C
Sede: Tayikistán.
| País       | J | G | E | P | GF | GC | GD  | Pts |
| ---------- | - | - | - | - | -- | -- | --- | --- |
| Tayikistán | 3 | 3 | 0 | 0 | 11 | 0  | +11 | 9   |
| Líbano     | 3 | 1 | 1 | 1 | 3  | 2  | +1  | 4   |
| Siria      | 3 | 1 | 1 | 1 | 4  | 4  | 0   | 4   |
| Maldivas   | 3 | 0 | 0 | 3 | 2  | 14 | -12 | 0   |

| 2 de octubre de 2019 16:00 | Siria         | 1:1 (1:0) | Líbano         | Estadio Pamir, Dusambé, Tayikistán                         |                                                            |
|                            | - Ramadan 39' | Reporte   | - 71' Mekkaoui | Asistencia: 300 espectadores Árbitro(s): Mohammed Al-Hoish | Asistencia: 300 espectadores Árbitro(s): Mohammed Al-Hoish |

| 2 de octubre de 2019 19:00 | Tayikistán                                                                                    | 9:0 (6:0) | Maldivas | Estadio Pamir, Dusambé, Tayikistán                         |                                                            |
|                            | - Rahmatov 4', 88' - Safarov 9' - Samiev 13', 21', 46' - Zairov 36', 42' - Dhaisam 76' (a.g.) | Reporte   |          | Asistencia: 2.920 espectadores Árbitro(s): Chen Hsin-chuan | Asistencia: 2.920 espectadores Árbitro(s): Chen Hsin-chuan |

| 4 de octubre de 2019 16:00 | Maldivas                      | 2:3 (1:2) | Siria                                                 | Estadio Pamir, Dusambé, Tayikistán                  |                                                     |
|                            | - S. Ibrahim 19' - Nazeem 55' | Reporte   | - 25' (o.g.) S. Ibrahim - 33' Al-Malhem - 62' Ramadan | Asistencia: 400 espectadores Árbitro(s): Ali Shaban | Asistencia: 400 espectadores Árbitro(s): Ali Shaban |

| 4 de octubre de 2019 19:00 | Líbano | 0:1 (0:0) | Tayikistán    | Estadio Pamir, Dusambé, Tayikistán                         |                                                            |
|                            |        | Reporte   | - 46' Samiyev | Asistencia: 4.800 espectadores Árbitro(s): Mohammad Arafah | Asistencia: 4.800 espectadores Árbitro(s): Mohammad Arafah |

| 6 de octubre de 2019 16:00 | Líbano                        | 2:0 (1:0) | Maldivas | Estadio Pamir, Dusambé, Tayikistán                      |                                                         |
|                            | - Hijazi 19' - Dakramanji 76' | Reporte   |          | Asistencia: 60 espectadores Árbitro(s): Chen Hsin-chuan | Asistencia: 60 espectadores Árbitro(s): Chen Hsin-chuan |

| 6 de octubre de 2019 19:00 | Tayikistán    | 1:0 (1:0) | Siria | Estadio Pamir, Dusambé, Tayikistán                         |                                                            |
|                            | - Samiyev 23' | Reporte   |       | Asistencia: 5.700 espectadores Árbitro(s): Mohammad Arafah | Asistencia: 5.700 espectadores Árbitro(s): Mohammad Arafah |

### Grupo D
Sede: Irán.
| País                   | J | G | E | P | GF | GC | GD | Pts |
| ---------------------- | - | - | - | - | -- | -- | -- | --- |
| Irán                   | 3 | 3 | 0 | 0 | 9  | 0  | 9  | 9   |
| Kirguistán             | 3 | 1 | 1 | 1 | 2  | 3  | -1 | 4   |
| Emiratos Árabes Unidos | 3 | 1 | 0 | 2 | 4  | 4  | 0  | 3   |
| Nepal                  | 3 | 0 | 1 | 2 | 0  | 8  | -8 | 1   |

| 6 de noviembre de 2019 14:45 | Emiratos Árabes Unidos                                     | 4:0 (2:0) | Nepal | Rah Ahan Stadium, Teherán, Irán                          |                                                          |
|                              | - Gurung 27' (a.g.) - Khalfan 38' - Yousuf 71' - Hamad 81' | Reporte   |       | Asistencia: 115 espectadores Árbitro(s): Chae Sang-hyeop | Asistencia: 115 espectadores Árbitro(s): Chae Sang-hyeop |

| 6 de noviembre de 2019 18:15 | Irán                                               | 3:0 (0:0) | Kirguistán | PAS Stadium, Teherán, Irán                           |                                                      |
|                              | - Barzegar 53' - Monazami 78' - Salmani 82' (pen.) | Reporte   |            | Asistencia: 482 espectadores Árbitro(s): Minoru Tōjō | Asistencia: 482 espectadores Árbitro(s): Minoru Tōjō |

| 8 de noviembre de 2019 14:45 | Kirguistán                        | 2:0 (2:0) | Emiratos Árabes Unidos | Rah Ahan Stadium, Teherán, Irán                      |                                                      |
|                              | - Shigaybayev 39' - Artiqbaev 45' | Reporte   |                        | Asistencia: 80 espectadores Árbitro(s): Ahmad Al-Ali | Asistencia: 80 espectadores Árbitro(s): Ahmad Al-Ali |

| 8 de noviembre de 2019 18:15 | Nepal | 0:4 (0:0) | Irán                                                    | PAS Stadium, Teherán, Irán                              |                                                         |
|                              |       | Reporte   | - 75' Ahmadi - 84' Jalali - 86' Monazami - 90' Barzegar | Asistencia: 1 316 espectadores Árbitro(s): Yu Ming-hsun | Asistencia: 1 316 espectadores Árbitro(s): Yu Ming-hsun |

| 10 de noviembre de 2019 14:45 | Kirguistán | 0:0     | Nepal | Rah Ahan Stadium, Teherán, Irán                         |                                                         |
|                               |            | Reporte |       | Asistencia: 46 espectadores Árbitro(s): Chae Sang-hyeop | Asistencia: 46 espectadores Árbitro(s): Chae Sang-hyeop |

| 10 de noviembre de 2019 18:15 | Emiratos Árabes Unidos | 0:2 (0:1) | Irán                               | PAS Stadium, Teherán, Irán                             |                                                        |
|                               |                        | Reporte   | - 45' Asadabadi - 80' Hashemnezhad | Asistencia: 1 134 espectadores Árbitro(s): Minoru Tōjō | Asistencia: 1 134 espectadores Árbitro(s): Minoru Tōjō |

### Grupo E
Sede: Baréin.
| País      | J | G | E | P | GF | GC | GD | Pts |
| --------- | - | - | - | - | -- | -- | -- | --- |
| Baréin    | 3 | 2 | 1 | 0 | 8  | 1  | 7  | 7   |
| Jordania  | 3 | 1 | 2 | 0 | 5  | 2  | +3 | 5   |
| Bután     | 3 | 1 | 0 | 2 | 2  | 8  | -6 | 3   |
| Bangladés | 3 | 0 | 1 | 2 | 2  | 6  | -4 | 1   |

| 6 de noviembre de 2019 16:15 | Jordania                                              | 3:0 (2:0) | Bután | Khalifa Sports City Stadium, Manama, Baréin                |                                                            |
|                              | - Banihani 14' - Al-Ryiyalat 27' (pen.) - Semreen 47' | Reporte   |       | Asistencia: 63 espectadores Árbitro(s): Dmitriy Mashentsev | Asistencia: 63 espectadores Árbitro(s): Dmitriy Mashentsev |

| 6 de noviembre de 2019 19:00 | Baréin                         | 3:0 (1:0) | Bangladés | Khalifa Sports City Stadium, Manama, Baréin             |                                                         |
|                              | - Sayed 43', 90' - Nemer 90+6' | Reporte   |           | Asistencia: 1 119 espectadores Árbitro(s): Takuto Okabe | Asistencia: 1 119 espectadores Árbitro(s): Takuto Okabe |

| 8 de noviembre de 2019 16:15 | Bangladés    | 1:1 (0:1) | Jordania            | Khalifa Sports City Stadium, Manama, Baréin            |                                                        |
|                              | - Arafat 74' | Reporte   | - 45' (pen.) Afaneh | Asistencia: 1 950 espectadores Árbitro(s): Zaid Thamer | Asistencia: 1 950 espectadores Árbitro(s): Zaid Thamer |

| 8 de noviembre de 2019 19:00 | Bután | 0:4 (0:3) | Baréin                                                      | Khalifa Sports City Stadium, Manama, Baréin             |                                                         |
|                              |       | Reporte   | - 33' (pen.) Al-Romaihi - 42' Sayed - 45' Nemer - 49' Alawi | Asistencia: 740 espectadores Árbitro(s): Qasim Al-Hatmi | Asistencia: 740 espectadores Árbitro(s): Qasim Al-Hatmi |

| 10 de noviembre de 2019 16:15 | Bangladés    | 1:2 1:0) | Bután                      | Khalifa Sports City Stadium, Manama, Baréin             |                                                         |
|                               | - Arafat 18' | Reporte  | - 65' Dorji - 90+2' Khando | Asistencia: 270 espectadores Árbitro(s): Qasim Al-Hatmi | Asistencia: 270 espectadores Árbitro(s): Qasim Al-Hatmi |

| 10 de noviembre de 2019 19:00 | Jordania                 | 1:1 (0:1) | Baréin                  | Khalifa Sports City Stadium, Manama, Baréin |                          |
|                               | - Al-Ryiyalat 74' (pen.) | Reporte   | - 19' (pen.) Al-Romaihi | Árbitro(s): Takuto Okabe                    | Árbitro(s): Takuto Okabe |

### Grupo F
Sede: Arabia Saudita.
| País           | J | G | E | P | GF | GC | GD | Pts |
| -------------- | - | - | - | - | -- | -- | -- | --- |
| Arabia Saudita | 3 | 2 | 1 | 0 | 6  | 1  | 5  | 7   |
| Uzbekistán     | 3 | 2 | 1 | 0 | 5  | 1  | 4  | 7   |
| Afganistán     | 3 | 1 | 0 | 2 | 3  | 3  | 0  | 3   |
| India          | 3 | 0 | 0 | 3 | 0  | 9  | -9 | 0   |

| 6 de noviembre de 2019, 15:05 | Uzbekistán                      | 2:0 (0:0) | India | Prince Saud bin Jalawi Stadium, Al Kobhar, Arabia Saudita |                                                      |
|                               | - Khoshimov 53' - Olimjonov 65' | Reporte   |       | Asistencia: 324 espectadores Árbitro(s): Shaun Evans      | Asistencia: 324 espectadores Árbitro(s): Shaun Evans |

| 6 de noviembre de 2019, 19:05 | Arabia Saudita         | 1:0 (0:0) | Afganistán | Prince Saud bin Jalawi Stadium, Al Kobhar, Arabia Saudita |                                                         |
|                               | - Al-Ghamdi 50' (pen.) | Reporte   |            | Asistencia: 2 650 espectadores Árbitro(s): Kim Dae-yong   | Asistencia: 2 650 espectadores Árbitro(s): Kim Dae-yong |

| 8 de noviembre de 2019, 15:05 | Afganistán | 0:2 (0:2) | Uzbekistán                          | Prince Saud bin Jalawi Stadium, Al Kobhar, Arabia Saudita  |                                                            |
|                               |            | Reporte   | - 36' Abdumajidov - 41' Rakhimkulov | Asistencia: 232 espectadores Árbitro(s): Clifford Daypuyat | Asistencia: 232 espectadores Árbitro(s): Clifford Daypuyat |

| 8 de noviembre de 2019, 19:05 | India | 0:4 (0:4) | Arabia Saudita                        | Prince Saud bin Jalawi Stadium, Al Kobhar, Arabia Saudita |                                                         |
|                               |       | Reporte   | - 2' Marran - 10', 17', 28' Al-Bassas | Asistencia: 2 523 espectadores Árbitro(s): Feras Taweel   | Asistencia: 2 523 espectadores Árbitro(s): Feras Taweel |

| 10 de noviembre de 2019, 15:05 | India | 0:3 (0:3) | Afganistán                         | Prince Saud bin Jalawi Stadium, Al Kobhar, Arabia Saudita |                                                       |
|                                |       | Reporte   | - 2' Ramaki - 4' Nawshad - 29' Del | Asistencia: 180 espectadores Árbitro(s): Feras Taweel     | Asistencia: 180 espectadores Árbitro(s): Feras Taweel |

| 10 de noviembre de 2019, 19:05 | Arabia Saudita          | 1:1 (1:0) | Uzbekistán         | Prince Saud bin Jalawi Stadium, Al Kobhar, Arabia Saudita |                                                        |
|                                | - Al-Sayyali 45' (pen.) | Reporte   | - 88' Jaloliddinov | Asistencia: 2 700 espectadores Árbitro(s): Shaun Evans    | Asistencia: 2 700 espectadores Árbitro(s): Shaun Evans |

### Grupo G
Sede: Camboya.
| País                     | J | G | E | P | GF | GC | GD  | Pts |
| ------------------------ | - | - | - | - | -- | -- | --- | --- |
| Malasia                  | 4 | 4 | 0 | 0 | 27 | 4  | 23  | 12  |
| Camboya                  | 4 | 3 | 0 | 1 | 18 | 6  | 12  | 9   |
| Tailandia                | 4 | 2 | 0 | 2 | 31 | 3  | 28  | 6   |
| Brunéi                   | 4 | 1 | 0 | 3 | 4  | 26 | -22 | 3   |
| Islas Marianas del Norte | 4 | 0 | 0 | 4 | 3  | 44 | -41 | 0   |

| 2 de noviembre de 2019, 15:30 | Islas Marianas del Norte                      | 3:4 (2:2) | Brunéi                                                   | Estadio Olímpico de Nom Pen, Nom Pen, Camboya            |                                                          |
|                               | - Khoirunnaas 32' (o.g.) - Tenorio 42', 90+1' | Reporte   | - Eddy 12' - Aminuddin 40' - Hadif 59' - Naqiuddin 90+1' | Asistencia: 413 espectadores Árbitro(s): Choe Kwang-hyon | Asistencia: 413 espectadores Árbitro(s): Choe Kwang-hyon |

| 2 de noviembre de 2019, 15:30 | Camboya                                         | 4:5 (0:3) | Malasia                                                             | Estadio Olímpico de Nom Pen, Nom Pen, Camboya                 |                                                               |
|                               | - Met 61' - Chea 65' - Ry Leap 77' - Soeuth 88' | Reporte   | - Shafi 30' - Fakrul 40' - Azrin 42' - Luqman 67' - Muslihuddin 73' | Asistencia: 4 685 espectadores Árbitro(s): Çarymyrat Kurbanow | Asistencia: 4 685 espectadores Árbitro(s): Çarymyrat Kurbanow |

| 4 de noviembre de 2019, 18:30 | Brunéi | 0:9 (0:5) | Tailandia | Estadio Olímpico de Nom Pen, Nom Pen, Camboya              |                                                            |
|                               |        | Reporte   | - 2', 14', 43', 57' Mueanta - 29' Thongbai - 36' Sanmahung - 48' Khetpara - 84' Doloh - 90+3' (pen.) Todsanit | Asistencia: 210 espectadores Árbitro(s): Mooud Bonyadifard | Asistencia: 210 espectadores Árbitro(s): Mooud Bonyadifard |

| 4 de noviembre de 2019, 15:30 | Islas Marianas del Norte | 0:9 (0:6) | Camboya                                                                                            | Estadio Olímpico de Nom Pen, Nom Pen, Camboya          |                                                        |
|                               |                          | Reporte   | - 7', 42' Lieng - 12' Mael - 44', 45' Pisoth - 45+2' (pen.) Tola - 83', 88' (pen.), 90+2' Chanthea | Asistencia: 3 421 espectadores Árbitro(s): Baraa Aisha | Asistencia: 3 421 espectadores Árbitro(s): Baraa Aisha |

| 6 de noviembre de 2019, 19:30 | Tailandia | 21:0 (9:0) | Islas Marianas del Norte | Estadio Olímpico de Nom Pen, Nom Pen, Camboya     |                                                   |
|                               | - Raksongkram 14' - Arjkitkarn 17', 25', 28', 50', 56' - Mueanta 19', 33', 61', 64', 80' - Keereerom 23', 31', 52' - Daokrajai 32' - Austria 48' (a.g.) - Isor 65', 79' - Promsrikaew 68' - Booncharee 70' - Thongbai 74' | Reporte    |                          | Asistencia: 50 espectadores Árbitro(s): Zhang Lei | Asistencia: 50 espectadores Árbitro(s): Zhang Lei |

| 6 de noviembre de 2019 | Malasia | 11:0 (7:0) | Brunéi | Estadio Olímpico de Nom Pen, Nom Pen, Camboya            |                                                          |
|                        | - Afiq 17' - Shamsudin 21' (pen.), 22', 23', 41' - Azmi 31', 60' - Afif 39', 84', 90+2' - Haiqal 59' (pen.) | Reporte    |        | Asistencia: 261 espectadores Árbitro(s): Choe Kwang Hyon | Asistencia: 261 espectadores Árbitro(s): Choe Kwang Hyon |

| 8 de noviembre de 2019 | Malasia                                                                                                | 10:0 (4:0) | Islas Marianas del Norte | Estadio Olímpico de Nom Pen, Nom Pen, Camboya        |                                                      |
|                        | - Afif 7', 46', 74', 79' - Abu Zaid 9' - Azuan 20' - Daniel 45+1', 56' - Ramli 64' (pen.) - Haikal 66' | Reporte    |                          | Asistencia: 328 espectadores Árbitro(s): Baraa Aisha | Asistencia: 328 espectadores Árbitro(s): Baraa Aisha |

| 8 de noviembre de 2019 | Camboya                    | 2:1 (2:0) | Tailandia         | Estadio Olímpico de Nom Pen, Nom Pen, Camboya                |                                                              |
|                        | - Samel 16' - Chanthea 26' | Reporte   | - 81' Promsrikaew | Asistencia: 4 545 espectadores Árbitro(s): Mooud Bonyadifard | Asistencia: 4 545 espectadores Árbitro(s): Mooud Bonyadifard |

| 10 de noviembre de 2019 | Tailandia | 0:1 (0:0) | Malasia      | Estadio Olímpico de Nom Pen, Nom Pen, Camboya                 |                                                               |
|                         |           | Reporte   | - 84' Hakeem | Asistencia: 1 324 espectadores Árbitro(s): Çarymyrat Kurbanow | Asistencia: 1 324 espectadores Árbitro(s): Çarymyrat Kurbanow |

| 10 de noviembre de 2019 | Brunéi | 0:3 (0:2) | Camboya                                | Estadio Olímpico de Nom Pen, Nom Pen, Camboya        |                                                      |
|                         |        | Reporte   | - 14' Pisoth - 29' Oudom - 85' Ratanak | Asistencia: 4 244 espectadores Árbitro(s): Zhang Lei | Asistencia: 4 244 espectadores Árbitro(s): Zhang Lei |

### Grupo H
Sede: China Taipéi.
| País         | J | G | E | P | GF | GC | GD  | Pts |
| ------------ | - | - | - | - | -- | -- | --- | --- |
| Australia    | 3 | 2 | 1 | 0 | 13 | 2  | 11  | 7   |
| Laos         | 3 | 2 | 1 | 0 | 10 | 3  | 7   | 7   |
| China Taipéi | 3 | 1 | 0 | 2 | 9  | 7  | 2   | 3   |
| Macao        | 3 | 0 | 0 | 3 | 0  | 20 | -20 | 0   |

| 6 de noviembre de 2019 | Australia                       | 2:2 (0:2) | Laos                               | Estadio Nacional de Kaohsiung, Kaohsiung,             |                                                       |
|                        | - Ruiz-Diaz 64' - Carluccio 78' | Reporte   | - 15' Kietnalonglop - 44' Xaypanya | Asistencia: 55 espectadores Árbitro(s): Bijan Heidari | Asistencia: 55 espectadores Árbitro(s): Bijan Heidari |

| 6 de noviembre de 2019 | China Taipéi                                                                      | 8:0 (2:0) | Macao | Estadio Nacional de Kaohsiung, Kaohsiung,                |                                                          |
|                        | - Chih-huan 31' - Ming-wei 35', 62', 82', 90' - Yao-hsing 45' - Sandberg 60', 77' | Reporte   |       | Asistencia: 128 espectadores Árbitro(s): Thoriq Alkatiri | Asistencia: 128 espectadores Árbitro(s): Thoriq Alkatiri |

| 8 de noviembre de 2019 | Macao | 0:6 (0:3) | Australia                                                          | Estadio Nacional de Kaohsiung, Kaohsiung,               |                                                         |
|                        |       | Reporte   | - 5' del Grosso - 37' Roberts - 40', 56', 67' Tilio - 49' Iannucci | Asistencia: 55 espectadores Árbitro(s): Sherzod Kasimov | Asistencia: 55 espectadores Árbitro(s): Sherzod Kasimov |

| 8 de noviembre de 2019 | Laos                        | 2:1 (2:0) | China Taipéi   | Estadio Nacional de Kaohsiung, Kaohsiung,                |                                                          |
|                        | - Xaypanya 34' - Pinkeo 41' | Reporte   | - 51' Chun-kai | Asistencia: 230 espectadores Árbitro(s): Timur Faizullin | Asistencia: 230 espectadores Árbitro(s): Timur Faizullin |

| 10 de noviembre de 2019 | Macao | 0:6 (0:3) | Laos                                                                                               | Estadio Nacional de Kaohsiung, Kaohsiung,               |                                                         |
|                         |       | Reporte   | - 17' (a.g.) Ka Lok - 42', 82' Siphongphan - 45+1' (a.g.) Chon Hei - 53' Wenpaserth - 85' Sihalath | Asistencia: 89 espectadores Árbitro(s): Sherzod Kasimov | Asistencia: 89 espectadores Árbitro(s): Sherzod Kasimov |

| 10 de noviembre de 2019 | Australia                                                           | 5:0 (3:0) | China Taipéi | Estadio Nacional de Kaohsiung, Kaohsiung,                |                                                          |
|                         | - Brook 2' - Roberts 12', 77' - Hu-Josefsson 33' (a.g.) - Tilio 52' | Reporte   |              | Asistencia: 694 espectadores Árbitro(s): Timur Faizullin | Asistencia: 694 espectadores Árbitro(s): Timur Faizullin |

### Grupo I
Sede: Birmania.
| País          | J | G | E | P | GF | GC | GD  | Pts |
| ------------- | - | - | - | - | -- | -- | --- | --- |
| Corea del Sur | 3 | 3 | 0 | 0 | 18 | 1  | 17  | 9   |
| China         | 3 | 2 | 0 | 1 | 5  | 4  | 1   | 6   |
| Birmania      | 3 | 1 | 0 | 2 | 8  | 5  | 3   | 3   |
| Singapur      | 3 | 0 | 0 | 3 | 0  | 21 | -21 | 0   |

| 6 de noviembre de 2019 18:00 | China                             | 2:0 (1:0) | Birmania | Estadio Thuwunna, Yangon, Birmania                       |                                                          |
|                              | - Liu Junxian 10' - Qianglong 67' | Reporte   |          | Asistencia: 653 espectadores Árbitro(s): Arumughan Rowan | Asistencia: 653 espectadores Árbitro(s): Arumughan Rowan |

| 6 de noviembre de 2019 15:00 | Corea del Sur | 11:0 (6:0) | Singapur | Estadio Thuwunna, Yangon, Birmania                      |                                                         |
|                              | - Ilham 23' (a.g.) - Min-jae 27', 58' - Hyun-gyu 35' - Se-yun 36', 78' - Hyeok-kyu 40' - Han-min 43' - Kang-hee 47' - Jae-jun 60' - Sang-jun 83' | Reporte    |          | Asistencia: 152 espectadores Árbitro(s): Ammar Mahfoodh | Asistencia: 152 espectadores Árbitro(s): Ammar Mahfoodh |

| 8 de noviembre de 2019 15:00 | Singapur | 0:2 (0:0) | China                | Estadio Thuwunna, Yangon, Birmania                    |                                                       |
|                              |          | Reporte   | - 47', 62' Qianglong | Asistencia: 254 espectadores Árbitro(s): Hanna Hattab | Asistencia: 254 espectadores Árbitro(s): Hanna Hattab |

| 8 de noviembre de 2019 18:00 | Birmania | 0:3 (0:3) | Corea del Sur                   | Estadio Thuwunna, Yangon, Birmania                        |                                                           |
|                              |          | Reporte   | - 14', 29' Yool - 17' Young-jun | Asistencia: 785 espectadores Árbitro(s): Nazmi Nasaruddin | Asistencia: 785 espectadores Árbitro(s): Nazmi Nasaruddin |

| 10 de noviembre de 2019 15:00 | Corea del Sur                                   | 4:1 (1:0) | China           | Estadio Thuwunna, Yangon, Birmania                       |                                                          |
|                               | - Jae-hwan 41' (pen.), 90+4' - Min-jae 72', 89' | Reporte   | - 59' Qianglong | Asistencia: 254 espectadores Árbitro(s): Arumughan Rowan | Asistencia: 254 espectadores Árbitro(s): Arumughan Rowan |

| 10 de noviembre de 2019 18:00 | Birmania                                                                                      | 8:0 (1:0) | Singapur | Estadio Thuwunna, Yangon, Birmania                      |                                                         |
|                               | - Kyaw Ae 18', 50', 69' - Naung Soe 72' - Htet Aung 77' - Win Thein 81', 86' - Min Htwe 90+2' | Reporte   |          | Asistencia: 312 espectadores Árbitro(s): Ammar Mahfoodh | Asistencia: 312 espectadores Árbitro(s): Ammar Mahfoodh |

### Grupo J
Sede: Vietnam.
| País     | J | G | E | P | GF | GC | GD  | Pts |
| -------- | - | - | - | - | -- | -- | --- | --- |
| Japón    | 3 | 2 | 1 | 0 | 19 | 0  | 19  | 7   |
| Vietnam  | 3 | 2 | 1 | 0 | 7  | 1  | 6   | 7   |
| Mongolia | 3 | 1 | 0 | 2 | 4  | 15 | -11 | 3   |
| Guam     | 3 | 0 | 0 | 3 | 4  | 18 | -14 | 0   |

| 6 de noviembre de 2019 | Japón                                                                                         | 10:0 (3:0) | Guam | Estadio Thống Nhất, Ciudad Ho Chi Minh, Vietnam |                                 |
|                        | - Takeda 9', 11', 83' - Sakuragawa 42', 64', 84' - Ayukawa 46', 64' - Kato 59' - Haruyama 64' | Reporte    |      | Árbitro(s): Omar Mohamed Al-Ali                 | Árbitro(s): Omar Mohamed Al-Ali |

| 6 de noviembre de 2019 | Vietnam                                                      | 3:0 (0:0) | Mongolia | Estadio Thống Nhất, Ciudad Ho Chi Minh, Vietnam             |                                                             |
|                        | - Thanh Khôi 64' - Munkhbat 74' (a.g.) - Văn Tùng 79' (pen.) | Reporte   |          | Asistencia: 1 225 espectadores Árbitro(s): Khalid Al-Turais | Asistencia: 1 225 espectadores Árbitro(s): Khalid Al-Turais |

| 8 de noviembre de 2019 | Mongolia | 0:9 (0:3) | Japón                                                                                 | Estadio Thống Nhất, Ciudad Ho Chi Minh, Vietnam      |                                                      |
|                        |          | Reporte   | - 7', 12', 89' Omori - 45+2', 73', 76' (pen.), 87' Haruyama - 49' Nakamura - 66' Kato | Asistencia: 125 espectadores Árbitro(s): Shen Yinhao | Asistencia: 125 espectadores Árbitro(s): Shen Yinhao |

| 8 de noviembre de 2019 | Guam           | 1:4 (1:3) | Vietnam                                          | Estadio Thống Nhất, Ciudad Ho Chi Minh, Vietnam |                         |
|                        | - McDonald 33' | Reporte   | - 5', 86' Hữu Nam - 28' Tấn Thành - 32' Quốc Đạt | Árbitro(s): Aziz Asimov                         | Árbitro(s): Aziz Asimov |

| 10 de noviembre de 2019 | Mongolia                                        | 4:3 (3:2) | Guam                                        | Estadio Thống Nhất, Ciudad Ho Chi Minh, Vietnam              |                                                              |
|                         | - Oyuntuya 23', 89' - Tuya 28' - Purevsuren 36' | Reporte   | - 18' Fernandez - 19' Hennegan - 76' Garber | Asistencia: 268 espectadores Árbitro(s): Omar Mohamed Al-Ali | Asistencia: 268 espectadores Árbitro(s): Omar Mohamed Al-Ali |

| 10 de noviembre de 2019 | Japón | 0:0     | Vietnam | Estadio Thống Nhất, Ciudad Ho Chi Minh, Vietnam             |                                                             |
|                         |       | Reporte |         | Asistencia: 3 356 espectadores Árbitro(s): Khalid Al-Turais | Asistencia: 3 356 espectadores Árbitro(s): Khalid Al-Turais |

### Grupo K
Sede: Indonesia.
| País            | J | G | E | P | GF | GC | GD | Pts |
| --------------- | - | - | - | - | -- | -- | -- | --- |
| Indonesia       | 3 | 2 | 1 | 0 | 8  | 2  | 6  | 7   |
| Corea del Norte | 3 | 1 | 2 | 0 | 6  | 2  | 4  | 5   |
| Hong Kong       | 3 | 1 | 1 | 1 | 3  | 6  | -3 | 4   |
| Timor Oriental  | 3 | 0 | 0 | 3 | 2  | 9  | -7 | 0   |

| 6 de noviembre de 2019 15:30 | Corea del Norte | 1:1 (0:1) | Hong Kong    | Madya Stadium, Yakarta, Indonesia                           |                                                             |
|                              | - Jo-guk 66'    | Reporte   | - 12' Ka Kiu | Asistencia: 92 espectadores Árbitro(s): Mahmood Al-Majarafi | Asistencia: 92 espectadores Árbitro(s): Mahmood Al-Majarafi |

| 6 de noviembre de 2019 19:00 | Indonesia                             | 3:1 (1:0) | Timor Oriental        | Madya Stadium, Yakarta, Indonesia                        |                                                          |
|                              | - Fathur 2', 77' - Gumario 62' (a.g.) | Reporte   | - 51' (pen.) Mouzinho | Asistencia: 2 297 espectadores Árbitro(s): Payam Heidari | Asistencia: 2 297 espectadores Árbitro(s): Payam Heidari |

| 8 de noviembre de 2019 15:30 | Timor Oriental | 0:4 (0:2) | Corea del Norte                                            | Madya Stadium, Yakarta, Indonesia                            |                                                              |
|                              |                | Reporte   | - 7' Nam-hyon - 21' Kum-hyon - 77' Chol-guk - 90+3' Jo-guk | Asistencia: 137 espectadores Árbitro(s): Nivon Robesh Gamini | Asistencia: 137 espectadores Árbitro(s): Nivon Robesh Gamini |

| 8 de noviembre de 2019 19:00 | Hong Kong | 0:4 (0:2) | Indonesia                                            | Madya Stadium, Yakarta, Indonesia                           |                                                             |
|                              |           | Reporte   | - 25' Kaffa - 30' Fathur - 61' Maulana - 90+4' Kahfi | Asistencia: 3 233 espectadores Árbitro(s): Nasrullo Kabirov | Asistencia: 3 233 espectadores Árbitro(s): Nasrullo Kabirov |

| 10 de noviembre de 2019 15:30 | Hong Kong                    | 2:1 (1:1) | Timor Oriental | Madya Stadium, Yakarta, Indonesia                         |                                                           |
|                               | - Ka Kiu 45' - Kwong Yin 76' | Reporte   | - 18' Mesquita | Asistencia: 976 espectadores Árbitro(s): Nasrullo Kabirov | Asistencia: 976 espectadores Árbitro(s): Nasrullo Kabirov |

| 10 de noviembre de 2019 19:00 | Indonesia          | 1:1 (0:1) | Corea del Norte   | Madya Stadium, Yakarta, Indonesia                               |                                                                 |
|                               | - Kahfi 61' (pen.) | Reporte   | - 41' Kwang-chong | Asistencia: 16 291 espectadores Árbitro(s): Mahmood Al-Majarafi | Asistencia: 16 291 espectadores Árbitro(s): Mahmood Al-Majarafi |

## Ranking de los segundos puestos
Los cinco mejores segundos lugares de los 11 grupos pasarán a la siguiente ronda junto a los 11 ganadores de grupo. Debido a que los grupos tienen un número diferente de equipos, los resultados contra los equipos del quinto lugar en grupos de cinco equipos no se consideran para esta clasificación.
| Pos. | Grupo | Equipo          | PJ | PG | PE | PP | GF | GC | DG | Pts |
| ---- | ----- | --------------- | -- | -- | -- | -- | -- | -- | -- | --- |
| 1    | H     | Laos            | 3  | 2  | 1  | 0  | 10 | 3  | 7  | 7   |
| 2    | J     | Vietnam         | 3  | 2  | 1  | 0  | 7  | 1  | 6  | 7   |
| 3    | B     | Yemen           | 3  | 2  | 1  | 0  | 6  | 2  | 4  | 7   |
| 4    | F     | Uzbekistán      | 3  | 2  | 1  | 0  | 5  | 1  | 4  | 7   |
| 5    | G     | Camboya         | 3  | 2  | 0  | 1  | 9  | 6  | 3  | 6   |
| 6    | I     | China           | 3  | 2  | 0  | 1  | 5  | 4  | 1  | 6   |
| 7    | K     | Corea del Norte | 3  | 1  | 2  | 0  | 5  | 1  | 4  | 5   |
| 8    | A     | Kuwait          | 3  | 1  | 2  | 0  | 7  | 4  | 3  | 5   |
| 9    | E     | Jordania        | 3  | 1  | 2  | 0  | 5  | 2  | 3  | 5   |
| 10   | C     | Líbano          | 3  | 1  | 1  | 1  | 3  | 2  | 1  | 4   |
| 11   | D     | Kirguistán      | 3  | 1  | 1  | 1  | 2  | 3  | -1 | 4   |